# Der unverhoffte Charme des Geldes
Der unverhoffte Charme des Geldes (Originaltitel: La chute de l’empire américain) ist eine kanadische Krimikomödie aus dem Jahr 2018, in der Alexandre Landry und Maripier Morin die Hauptrollen spielen.

## Handlung
Der promovierte Philosoph Pierre-Paul lebt als Single, engagiert sich ehrenamtlich in der Obdachlosenhilfe und arbeitet als Paketbote. Vor einem Geschäft beobachtet er einen Raubüberfall, bei dem zwei Gangster von einem mit einer Maschinenpistole bewaffneten Wächter gestört werden. Bei einem Schusswechsel kann einer der beiden verletzt fliehen, die anderen erliegen ihren Verletzungen. Pierre-Paul kann der Versuchung nicht widerstehen und ergreift zwei herrenlose Taschen voller Geld und versteckt sie in seinem Lieferwagen. Die kurz danach eintreffende Polizei kontrolliert zwar auch seinen Wagen, kann das Geld aber nicht entdecken.
Es stellt sich heraus, dass es sich um mehrere Millionen Dollar einer Bande handelt, die den Hafenbereich und weitere Gebiete kontrolliert. Der Boss dieser Bande schuldet einer anderen Bande das Geld. Polizei und Verbrecher machen sich sofort auf die Suche. Pierre-Paul hat einen Teil des Geldes zwischenzeitlich in seine Wohnung geschafft und die zwei Taschen in einem Lagerhaus versteckt. Die Polizei recherchiert seinen Tourverlauf, und er gerät in Verdacht.
Über einen Escort-Service bestellt sich Pierre-Paul die Edelprostituierte Aspasia, deren wirklichen Namen, Camille, er erst später erfährt. Als sie in seiner Wohnung das Geld entdeckt, vermutet sie, er habe in einer Lotterie gewonnen. Beide werden von der Polizei gestört. Bei dieser ist Camille einschlägig bekannt, und der Verdacht gegen Pierre-Paul erhärtet sich.
Er nimmt Kontakt zu „The Brain“ Sylvain auf, der soeben aus dem Gefängnis entlassenen wird, nachdem er dort erfolgreich sein Studium der Wirtschaftswissenschaften abgeschlossen hat, um das Geld einer (nach seiner Sicht) sinnvollen Verwendung zuzuführen. Er zeigt ihm das Lager, wo er das Geld deponiert hat, ignoriert jedoch dessen Warnung, wonach er wegen seiner Verfolger in höchster Gefahr schwebt. Sylvain nimmt das Geld schließlich unter seine Fittiche.
Pierre-Paul und Camille treffen sich jetzt häufig, und es entwickelt sich eine Liebesbeziehung. Nach einer erfolglosen Durchsuchung des Lagers durch die Polizei werden Pierre-Paul und Camille mit den Überwachungsvideos konfrontiert, die auch Sylvain, allerdings nicht erkennbar mit Kapuze, zeigen. Pierre-Paul gibt an, dass es sich um einen Obdachlosen handele, dem er seine Kleidung übereignet habe.
Im Streit zwischen den Banden wird der geflohene Gangster gefoltert. Da er tatsächlich nichts über den Verbleib des vermissten Geldes weiß, lässt man ihn am Leben, jedoch muss er ins Krankenhaus, um sich ärztlich behandeln zu lassen. Bei seiner Vernehmung durch die Polizei erhärtet sich der Verdacht gegen Pierre-Paul, der zwischenzeitlich mit Camille und Sylvain das Geld auf einem Friedhof vergräbt.
Camille stellt den Kontakt zu einem ehemaligen Freier, dem Finanzmagnaten Wilbrod her. Dieser verfügt über reichlich Kontakte in die internationale Finanzwelt, insbesondere in Steueroasen. Es wird ein Deal vereinbart: Steuerflüchtlinge, die an ihr ausländisches Geld nicht mehr legal herankommen, überschreiben ihre auswärtigen Guthaben an eine gemeinnützige, von den Dreien neu gegründete Stiftung und erhalten im Gegenzug Bargeld aus dem Raub. Das Treffen der vier wird von der Polizei beobachtet.
In einem alten Bürogebäude findet der Geldtransfer statt, wobei weitere Bekannte von Camille und Pierre-Paul die Organisation unterstützen. Während in einem Wartezimmer zahlreiche Steuerflüchtlinge mit ihren Trolleys auf die Übergaben warten, ermittelt die Polizei den Standort und setzt sich in Bewegung. Wegen einer Demonstration fehlen jedoch Einsatzkräfte und die Straßen sind nicht zugänglich. In dieser Zeit werden Millionenbeträge transferiert und im Gegenzug in bar ausgezahlt. Als einziges elektronisches Gerät steht ein Laptop zur Verfügung, über den der Transfer abgewickelt wird. Diesen Laptop lässt Pierre-Pauls ehemalige Freundin und nun Mitstreiterin gerade verschwinden, als nach dem Verlassen des letzten prominenten Kunden die Polizei eintrifft und nur noch Büroräume ohne jegliche Indizien und ohne die vermutete IT-Infrastruktur vorfindet.
Auf dem Golfplatz stellt sich dem Finanzmagnaten Wilbrod die junge Natasha als „Gruß“ von Camille vor. Als er sich mit ihr trifft und das Geld übergibt, entlarvt sich dies als Falle der Polizei, die ihn wegen Verführung Minderjähriger verhaftet. Pierre-Paul und Camille übergeben dem Langzeit-Obdachlosen Jean-Claude eine kleine möblierte Wohnung und erfüllen ihm damit einen Lebenstraum.

## Produktion und Veröffentlichung
Der Film wurde überwiegend in Montreal an prominenten Schauplätzen wie Parks, der Universität, dem Prison de Bordeaux in Montreal, oder dem Kunstmuseum gedreht. Regelmäßig dient das Restaurant Délithèque am Boulevard Rosemont als Kulisse für Treffen, wobei die Kamera die Totale mit Blick durch die Schaufenster auf die gegenüberliegende Tankstelle erfasst. Drehzeit war vom 5. September bis zum 8. November 2017.
Nach der Premiere in Kanada am 19. Juni 2018 wurde der Film am 28. Juni desselben Jahres in Toronto und in der Folge auf einer Reihe internationaler Filmfestivals vorgestellt. Deutschlandpremiere war am 29. Juni 2019 auf dem Filmfest München. 2019 produzierte Sony eine DVD in deutscher und französischer Sprache, ergänzt um ein Interview mit dem Regisseur.

## Auszeichnungen
Der Film wurde 2018 auf dem Valladolid International Film Festival mit dem FIPRESCI-Preis ausgezeichnet.

## Kritik
Der Filmdienst urteilte, das „moderne Gaunermärchen“ verwandle „klassische Genre-Topoi sukzessive in ein Amalgam aus Satire und moralphilosophischem Traktat“, das „gesellschaftskritische[...] Ethos“ wirke jedoch „schlicht antiquiert“.
Oliver Armknecht, der Kritiker von filmrezensionen.de, kommt nach einer detaillierten Filmanalyse zu dem Schluss: „Was [...] den Film tatsächlich ungewöhnlich macht, ist die explizite Darstellung von Geldwäsche“. Das Thema, das immer mal wieder im Genrekino auftauche, sei aber nie so ausführlich in den Mittelpunkt gerückt worden. „Wenn Pierre-Paul und seine wild zusammengetrommelte Truppe erst einmal an die Arbeit gehen, das gesuchte Geld wieder in Umlauf zu bringen, bekommen wir einen kleinen Einblick in die Machenschaften der Wirtschaftskriminalität, ein bisschen bitter, ein bisschen komisch.“
Bei Rotten Tomatoes erreichte der Film eine Positiv-Quote von 60 % auf der Basis von 57 Filmkritiken.